# Raposo (distrito de Itaperuna)
Raposo é o 7º distrito do município de Itaperuna, localizado ao noroeste do Estado do Rio de Janeiro. Em razão das propriedades medicinais presentes nas águas de suas fontes, é uma das estâncias hidrominerais mais procuradas no Estado como destino turístico. Cognominado como "Águas de Raposo". O povoado foi elevado a condição de distrito municipal em 24 de maio de 1990.

## Fontes hidrominerais

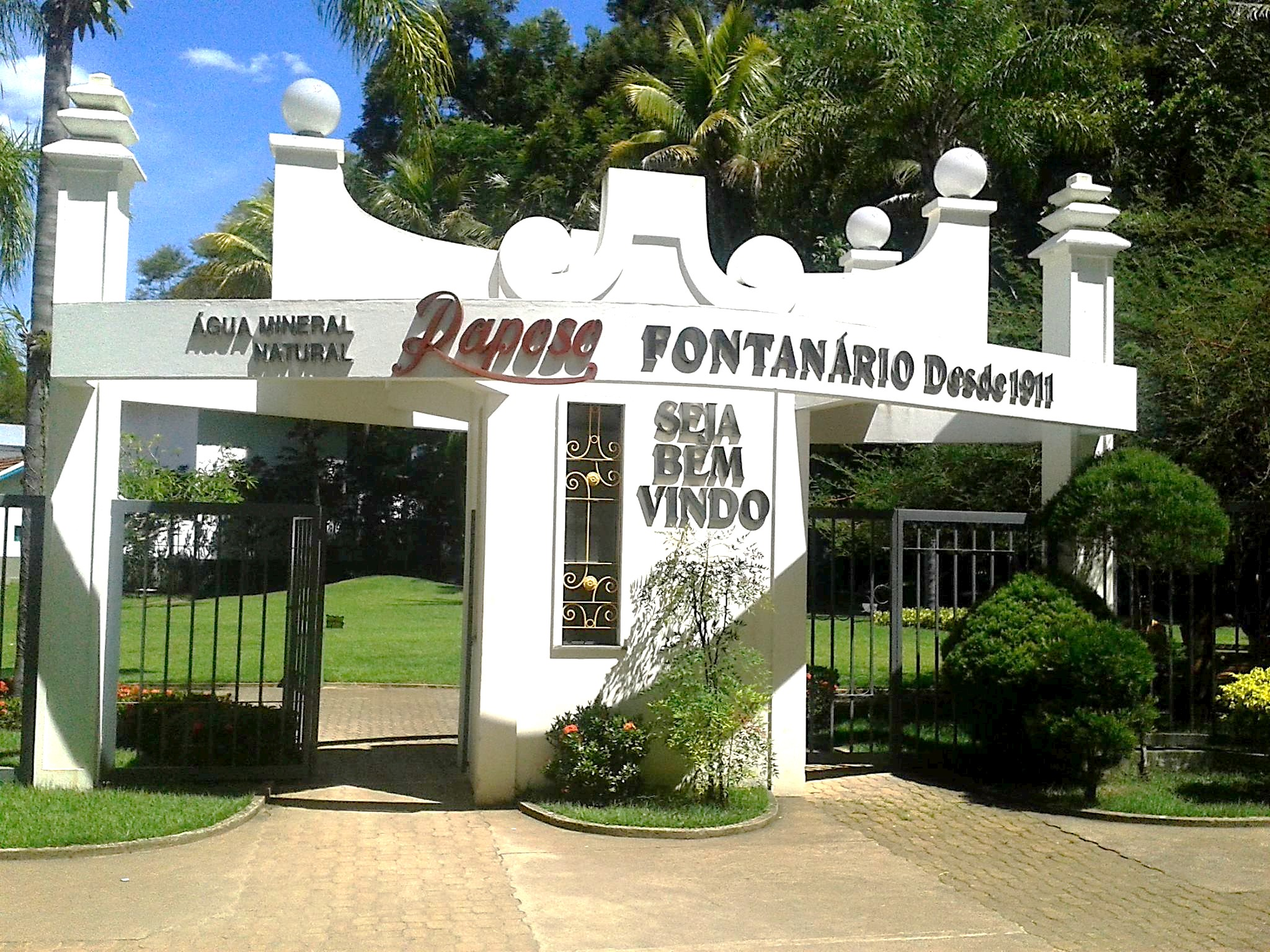
Entrada do Fontanário Raposo, atração turística da localidade. Imagem de março de 2017.

### Fontanário Raposo

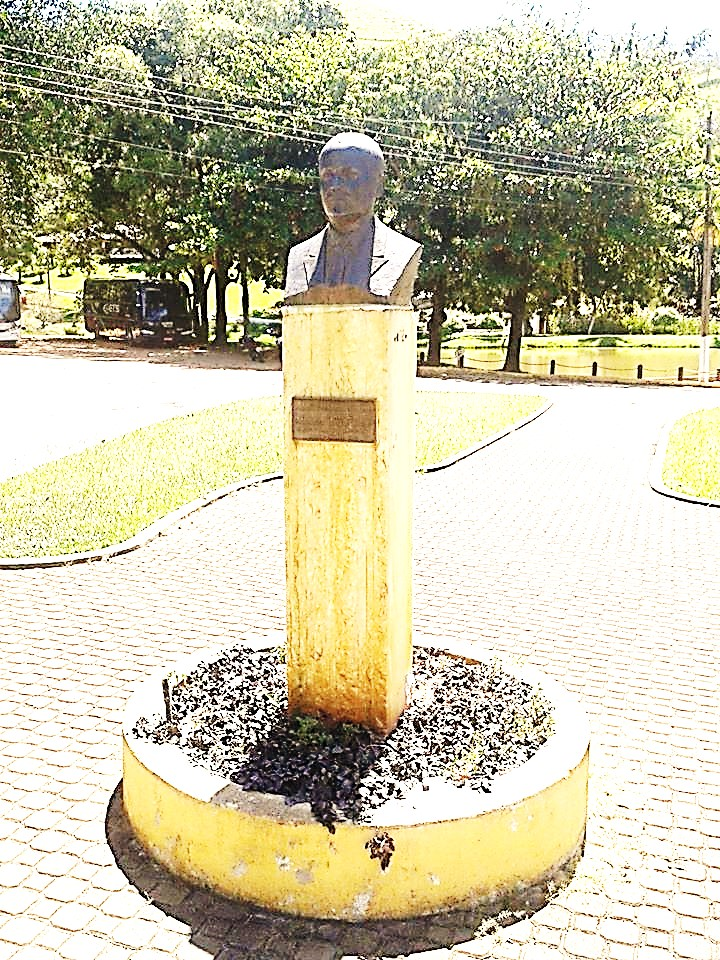
Busto de Augusto Maria Martinez Toja, Localizado no distrito de Raposo (Itaperuna-RJ). Martinez é apontado como um dos responsáveis pelo desenvolvimento da localidade de Raposo/RJ

## Atrativos culturais

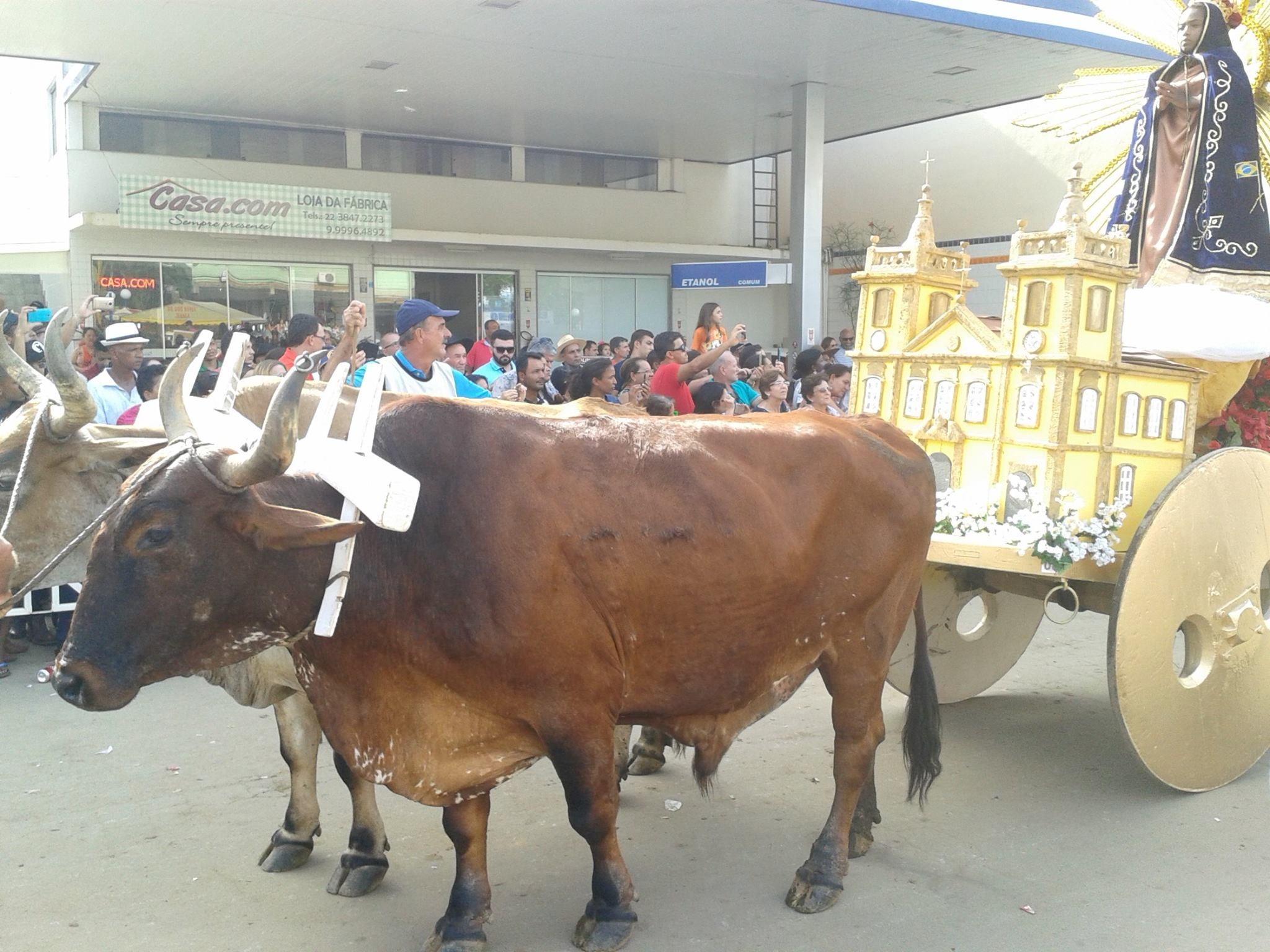
55º Desfile de Carros de Boi do distrito de Raposo, em Itaperuna/RJ, realizado em 28 de maio de 2017. Carro em homenagem à N. Sra. Aparecida.

## História

O comandante Ari Parreiras, interventor federal do Estado do Rio de Janeiro (1931-1935)